# Ford Del Rey

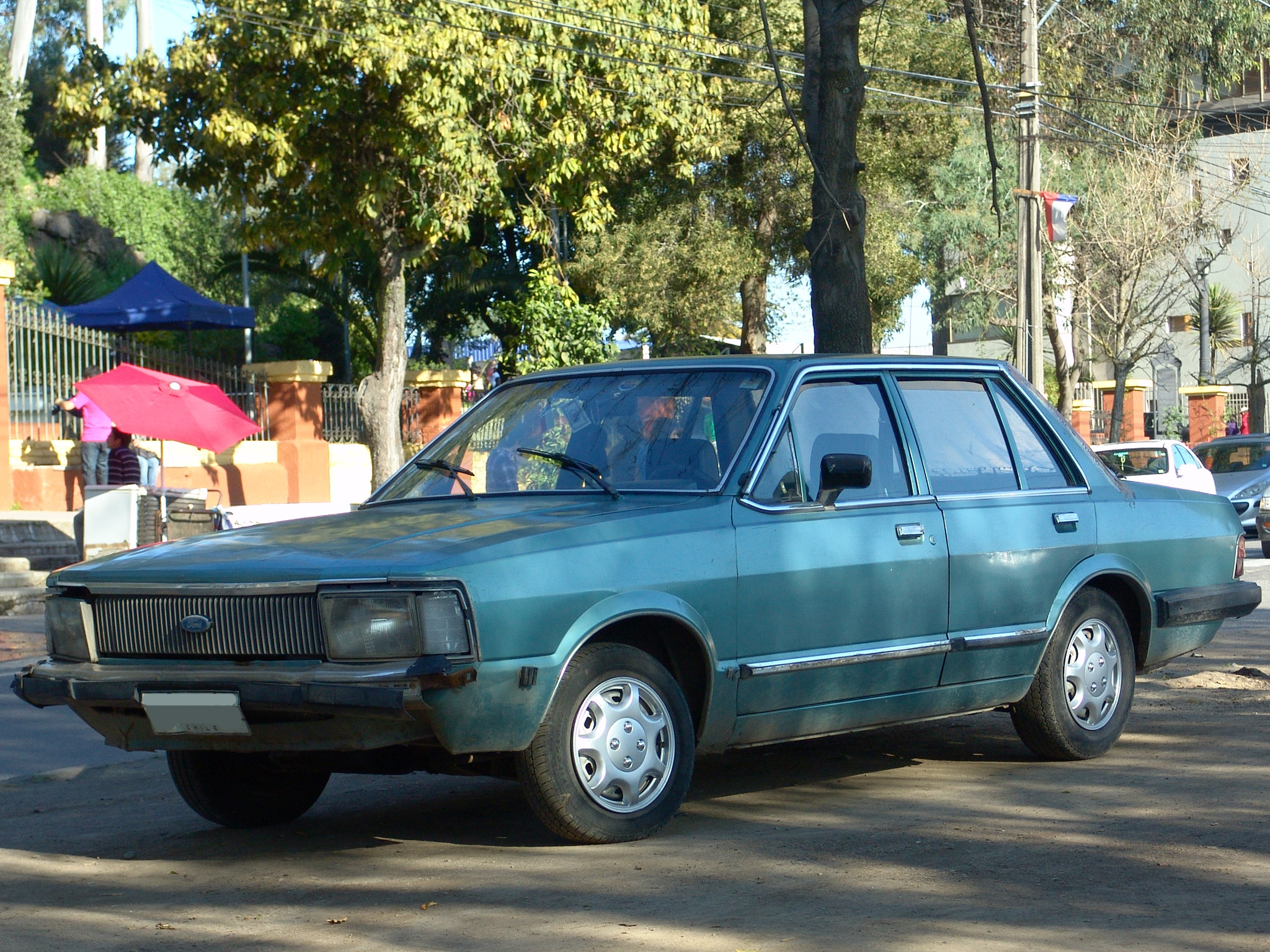
Ford Del Rey (1982)

Ford Del Rey (Форд Дель Рей) — автомобиль, выпускавшийся компанией Форд в Бразилии с 1982 по 1991 годы. Он представлял собой переделанный Ford Corcel второго поколения, и так же как он, Дель Рей был спроектирован эксклюзивно для Бразилии, Чили и Парагвая, где и продавался.
Автомобиль выпускался в кузовах 2-дверного купе, 4-дверного седана или 3-дверного универсала. 2-дверный прототип кабриолета также был показан в 1982 году, но так и не пошел в производство. Автомобиль предлагался во множестве моделей, изначально как Prata (серебряная) и Ouro (золотая) как базовая и топовая в линейке версии между 1981 и 1984 годами. С 1985 по 1991 годы, версиями (от самых простых до топовых) были L, GL, GLX и Ghia. Они имели один из двух двигателей (CHT 1.6-L и двигателем 1.8-L от VW), оба рядные четырёхцилиндровые заправляемые бензином или этанолом. Стандартной трансмиссией была пятиступенчатая механическая, опционально — устанавливался трёхступенчатый автомат. Дель Рей был заменен моделью Ford Versailles в 1991 году, который был спроектирован на базе Volkswagen Santana.